# Łekno (Będzino)

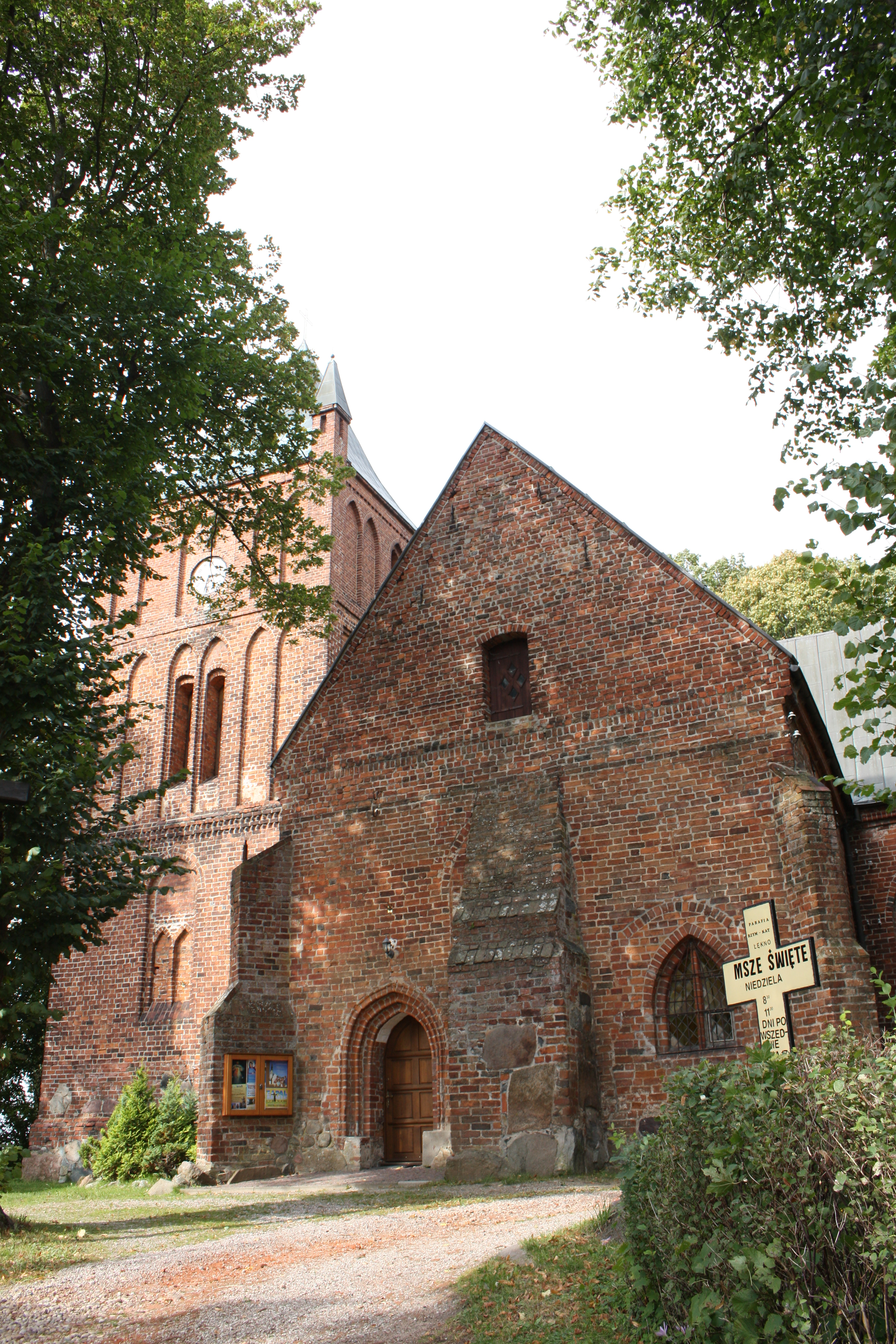
Dorfkirche, bis 1945 evangelisch (Aufnahme 2011)

Łekno (deutsch Bast) ist ein Dorf in der polnischen Woiwodschaft Westpommern und gehört zur Gmina Będzino (Landgemeinde Alt Banzin) im Powiat Koszaliński (Kösliner Kreis).

## Geographische Lage
Das Kirchdorf liegt in Hinterpommern,  elf Kilometer nordwestlich von Koszalin (Köslin) an der polnischen Landesstraße 11 (ehemalige deutsche Reichsstraße 160), die von Kołobrzeg (Kolberg) über Koszalin weit nach Süden bis ins oberschlesische Bytom (Beuthen) führt. Vom Dorf bis zur Ostseeküste sind es nur sechs Kilometer (Chłopy (Bauerhufen)) bzw. acht Kilometer (Mielno (Großmöllen)).
Bahnanschluss bestand über den Haltepunkt Kazimierz Pomorski (bis 1945 Bast-Kasimirsburg) an der Staatsbahnlinie 402 von Koszalin nach Goleniów (Gollnow), seit der Außerbetriebnahme des Haltepunktes sind die nächsten Stationen in Mścice (Güdenhagen) und Będzino (Alt Banzin).
Vor dem Dorf liegen Seewiesen, zu denen früher auch der im Jahre 1923 trockengelegte Baster See gehörte.

## Ortsname
Die Ortsbezeichnung Łękno kommt in Polen mehrmals vor.

## Geschichte
Bast wurde erstmals im Jahre 1288 erwähnt, als Bischof Hermann von Gleichen von Cammin das Dorf dem Kloster Dargun überließ. Im Jahre 1513 kaufte es Bischof Martin Karith wieder zurück. Die Bischöfe von Cammin hatten in Bast ein Jagdschloss, in dem 1544 der letzte vorreformatorische Bischof von Cammin, Erasmus von Manteuffel-Arnhausen, starb. Das Dorf unterstand dem Domänenamt Kasimirsburg. Zum Dorf Bast gehörte das Vorwerk Kasimirsburg, auf dem der Amtsvorsteher seinen Sitz hatte. Der Camminer Bischof Kasimir IX. gründete hier 1592 ein Gestüt und ließ ein Schloss erbauen. Seit dieser Zeit ist das Domänenamt, das zuvor Amt Bast geheißen hatte, mit dessen Namen verbunden.
Bis 1945 gehörte Bast zum Landkreis Köslin im Regierungsbezirk Köslin der preußischen Provinz Pommern. Im Jahre 1933 lebten hier 505 Einwohner, ihre Zahl sank bis 1939 auf 469.
Bast war mit den Gemeinden Alt Banzin (heute polnisch: Będzino), Poppenhagen (Popowo), Varchmin (Wierzchomino) und Varchminshagen (Wierzchominko) vor 1945 Teil des Amtsbezirks Varchmin.
Nach 1945 wurde der deutsche Ort Bast zusammen mit ganz Hinterpommern durch das Potsdamer Abkommen verwaltungstechnisch der Volksrepublik Polen unterstellt. Es wurde der polnische Name Łękno eingeführt. Die kommunistische polnische Administration führte in der Nachkriegszeit  die „wilde“ Vertreibung der einheimischen Bevölkerung durch.
Im Zeitraum 1975–1998 gehörte der Ort zur Woiwodschaft Koszalin. Heute ist Łekno ein Teil der Gmina Będzino im Powiat Koszaliński in der Woiwodschaft Westpommern.

### Demographie
| Jahr | Einwohner | Anmerkungen                                                                                        |
| ---- | --------- | -------------------------------------------------------------------------------------------------- |
| 1818 | 174       | königliches Dorf mit Mutterkirche sowie Wasser- und Windmühle                                      |
| 1822 | 174       | Dorf mit Mutterkirche und Wassermühle, einschließlich des Vorwerks Kasimirsburg mit 118 Einwohnern |
| 1852 | 208       | [ 4 ]                                                                                              |
| 1861 | 306       | in 66 Familien                                                                                     |
| 1864 | 308       | am 3. Dezember, auf einer Fläche von 1549 Morgen                                                   |
| 1867 | 323       | am 3. Dezember, Domänen-Amtsdorf                                                                   |
| 1871 | 305       | am 1. Dezember, sämtlich Evangelische                                                              |
| 1910 | 346       | am 1. Dezember                                                                                     |
| 1933 | 505       | [ 10 ]                                                                                             |
| 1939 | 470       | [ 10 ]                                                                                             |

| Jahr | Einwohner | Anmerkungen |
| ---- | --------- | ----------- |
| 2009 | 130       | im November |

## Kirche

### Dorfkirche
Die Kirche von Bast – wohl im 15. Jahrhundert erbaut – war die einzige gewölbte im ehemaligen Kreis Köslin. Sie hat vier kreuzgewölbte Joche, und der Turm ist in die Kirche einbezogen. Ein Anbau im Süden weist ein Sterngewölbe auf.
Zur Ausstattung der Kirche gehörte ein Flügelaltar mit Gemälden, eine Stiftung von Herzog Kasimir VI., der damals evangelischer Bischof von Cammin war, aus dem Jahr 1588. Der Altar wurde von einem unbekannten Meister nach dem Vorbild des Altars in der Schlosskirche zu Stettin geschaffen. Der geöffnete Altar hatte als Hauptbild das Abendmahl; einer der gemalten Köpfe der Jünger soll ein Porträt des Herzogs Kasimir VI. sein. Die beiden Seitenflügel des geöffneten Altars zeigten Christus am Kreuz und die Auferstehung Christi. Der geschlossene Altar zeigte auf den beiden Außenflächen Adam und Eva, in der Mitte auf den Rückseiten der Seitenflügel einen Engel mit Palmzweig und Mariä Verkündigung. Der Altar war mit einem Giebel bekrönt, der das neunfeldrige Wappen Pommerns zeigte. Seit 1985 befindet sich das Hauptbild mit dem Abendmahl in einem polnischen katholischen Priesterseminar in Köslin, der Verbleib der übrigen Teile des Altars ist unbekannt.

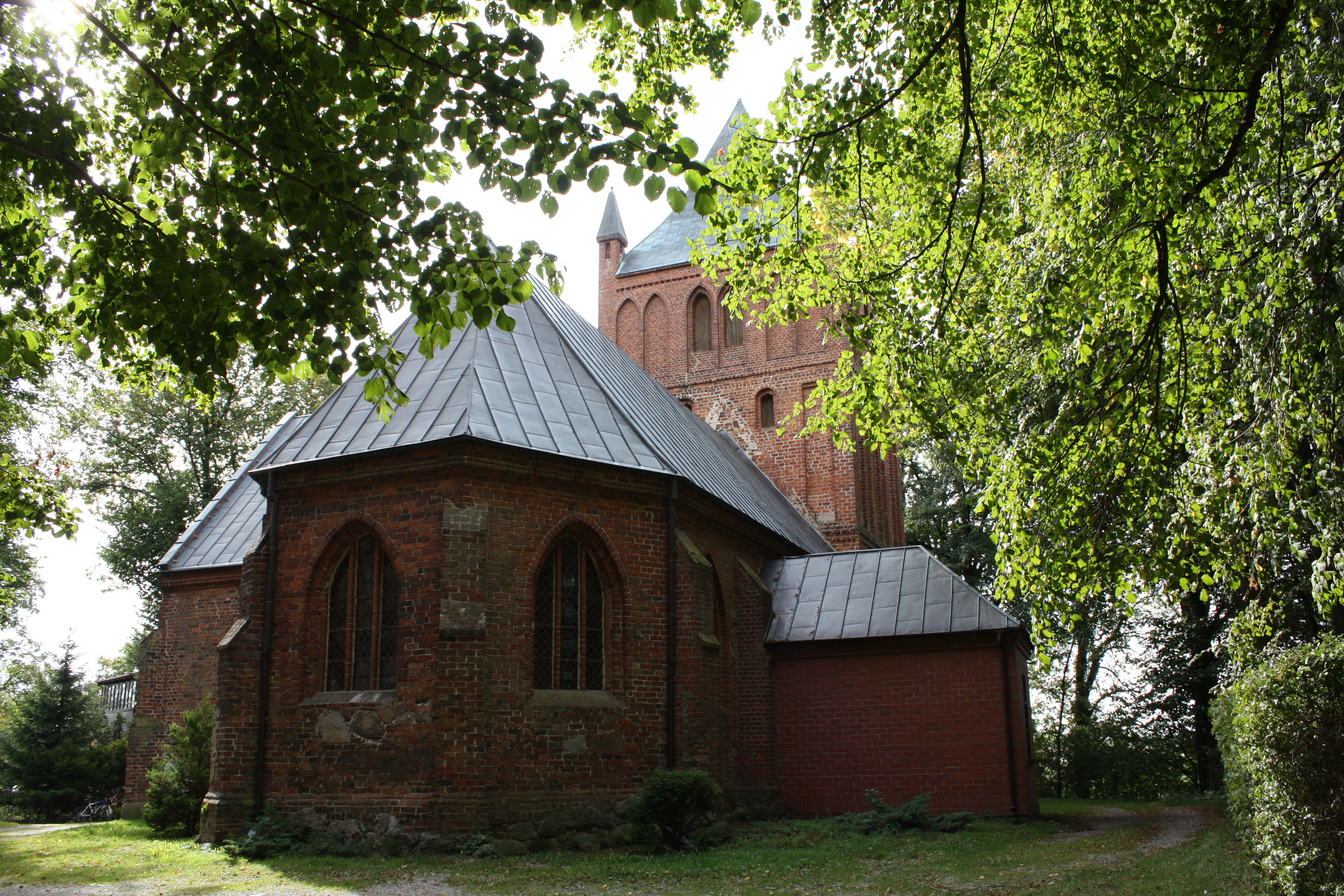
Dorfkirche, Rückansicht

Der heute in der Kirche stehende dreiteilige Altar wurde nach 1945 in die Kirche gebracht.
Die Kanzel aus dem 18. Jahrhundert ist in Rot- und Grüntönen gehalten. Von den ehemals 30 bemalten Glasscheiben sind noch 23 erhalten und zeigen unterschiedliche Motive wie Wappen, Namensinsignien und Jahreszahlen.
Der dreigeschossige Turm mit schlanken Spitzbogenblenden im Obergeschoss wurde 1789 und noch einmal 1981 durch Blitzschlag beschädigt.
Bis 1945 war die Baster Kirche ein evangelisches Gotteshaus. Nach 1945 wurde es zugunsten der katholischen Kirche enteignet, die es am 24. Februar 1946 neu weihte und ihm den Namen St. Johannes der Täufer (Św. Jana Chrzciciela) gab.

### Kirchengemeinde
Die Bevölkerung von Bast war bis 1945 fast ausnahmslos evangelischer Konfession. Die Kirchengemeinde bestand seit der Reformation im Jahre 1538. Gleichzeitig war Bast Pfarrsitz für das gleichnamige Kirchspiel, in das außer Bast die Ortschaften Alt Banzin (heute polnisch: Będzino), Kasimirsburg (Kazimierz Pomorski), Poppenhagen (Popowo), Schützenwerder (Łąkoszyn) und Todenhagen (Dobre) eingepfarrt waren.
Das Kirchspiel Bast, zu dem im Jahre 1940 insgesamt 1150 Gemeindeglieder gehörten, lag vor 1945 im Kirchenkreis Köslin (Koszalin) im Ostsprengel der Kirchenprovinz Pommern der Kirche der Altpreußischen Union.
Seit 1945 ist Łękno ein überwiegend katholisches Dorf. Das Dorf ist Sitz der gleichnamigen Pfarrei mit 1466 Pfarrkindern und gehört zum Dekanat Mielno (Großmöllen) im Bistum Köslin-Kolberg der katholischen Kirche in Polen. In Dobre (Todenhagen) unterhält die Pfarrei eine Messstation.
Heute hier lebende evangelische Kirchenglieder sind in das Pfarramt in Koszalin (Köslin) in der Diözese Pommern-Großpolen der Evangelisch-Augsburgischen Kirche in Polen eingepfarrt.